# أحمد المنهالي
أحمد بخيت المنهالي، لاعب كرة قدم قطري، من مواليد 5 مايو 1999 . يلعب حاليا مع نادي الريان.

## مسيرة اللاعب
بدأ مع نادي السيلية و انتقل إلى نادي الدحيل في عام 2019 و أعير في وقتها لنادي السيلية و انتقل بعدها إلى السيلية و بعدها في عام 2023 انتقل إلى نادي الريان.

## روابط خارجية
- أحمد المنهالي على موقع إي إس بي إن إف سي (الإنجليزية)
- أحمد المنهالي على موقع قاعدة بيانات كرة القدم.إي يو (الإنجليزية)
- أحمد المنهالي على موقع Soccerway.com (الإنجليزية)
- أحمد المنهالي على موقع عالم كرة القدم.نت (الإنجليزية)